# والتر فريدريكس
والتر فريدريكس (بالإنجليزية: Walter Fredericks)‏ هو مغني أوبرا ومغني أمريكي، ولد في 1916، وتوفي في 2000.